# Буй Олександр Іванович
Олександр Іванович Буй (псевдо: Терен; нар. 15 серпня 1957, с. Улашківці, Україна) — український інженер-механік, поет. Член літературно-мистецького об'єднання «Ліра» (м. Борщів) та «Елітер» (м. Хмельницький).

## Життєпис
Олександр Буй народився 15 серпня 1957 року в селі Улашківці Чортківського району Тернопільської області України.
Закінчив Львівський політехнічний інститут (1979, нині національний університет, спеціальність — інженер-механік автотранспорту).
У 1979—1981 роках служив лейтенантом, начальником автослужби дивізіону в Білоруському воєнному окрузі.
Працював завгаром в Борщівській сільхоспхімії (1981—1989), потім в інших організаціях м. Борщева за фахом; від 2000 — інженер з охорони праці і пожежної в м. Борщів ТФ ПАТ «Укртелеком».

## Творчість
Перші поетичні проби розпочав в роки навчання у Львівській політехніці в 1975 році.
Друкувався в часописі «Український голос» (Вінніпег — Канада), журнал «Дніпро» (2012), журналі «Чорнильна хвиля» (2016), альманахах «Краю мій Борщівський, краю стоголосий», літературно-мистецькому об'єднанні «Ліра» (м. Борщів, 2010—2011), в альманахах «Оберіг» та «Ліра» (м. Хмельницький, 2011—2012) і так далі.
Вірш «Там, де роси світанкові» поставлений на музику і включений до репертуару Чортківського ансамблю «Меломани».
Видав збірки віршів «Терени» та 

## Відзнаки
- подяка журналу «Дніпро».